# Fucoxantina

Estructura química de la fucoxantina.

La fucoxantina Número CAS 3351-86-8 es un pigmento carotenoide C42H58O6, de color marrón o pardo; encontrado en algas (Ficofitos spp.) feofíceas Chrysophyta (reino Eukarya, Clase Phaeophyceae. La fucoxantina pertenece a la familia de las xantófilas.

## Uso
Un uso potencial de la fucoxantina es en productos antiobesidad, e inducción de la apoptosis. vía una acción prooxidante. Se encuentra en las algas pardas, las cuales utilizan dicho pigmento para captar la luz a mayor profundidad ya que esta permite captar la luz polarizada al incidir sobre ella el elemento más levógiro.

## Enlace
- Wikcionario  tiene definiciones y otra información sobre Fucoxantina.

en inglés